# Parque nacional Ukkusiksalik
El parque nacional Ukkusiksalik es un parque nacional en Nunavut, Canadá.
Además de tener una cascada de agua y 500 sitios arqueológicos y un antiguo puesto comercial de la Compañía de la Bahía de Hudson (HBC), la región es el hogar de especies tales como el oso polar, oso gris, zorro ártico, caribú, halcón peregrino y diversas especies de foca.
El parque está deshabitado ahora pero los inuit vivían allí desde 1000 hasta la década de 1960. En la zona se han descubierto restos de trampas de zorro y alimentos. La HBC había tenido operativo un puesto comercial en la zona desde 1925 hasta 1947.
El parque fue creado el 23 de agosto de 2003, convirtiéndose en el 41.er parque nacional de Canadá y en el cuarto en el territorio de Nunavut. Se puede llegar tomando vuelos en Winnipeg, Manitoba, y Yellowknife (Territorios del Noroeste).

## Historia
Poco se sabe acerca de la bahía Wager, ya que hasta el siglo XIX la zona estaba habitada por los inuit que tradicionalmente transmiten su historia por el boca a boca.
Sin embargo, hay una notable cantidad de reliquias de piedra, que dan pruebas de que la bahía Wager fue habitada desde hace miles de años. Cerca de 500 sitios arqueológicos han sido identificados en los últimos años.

### Primeros europeos
En 1742, Christopher Middleton en su velero Furnace fue el primer europeo en llegar.

### Principios delsigloXX
A principios del siglo XX, el gobierno de Canadá mostró interés en la región de la bahía Wager y enviaron a un geólogo, Albert Peter Baja con el fin de establecer la soberanía de Canadá sobre el Ártico norte.
En casi el mismo tiempo, en 1900, el ballenero estadounidense George G. Cleveland, trabajando solo, estableció una estación de la caza de ballenas cerca de la entrada de la bahía Wager, que funcionó durante los próximos cuatro años. A pesar de su cierre de la estación, durante algún tiempo intentó su suerte a la caza de mamíferos marinos en la zona de la bahía wager. Arpones de hierro, grandes cabezas y otros restos se encuentran todavía en las islas Salvajes.
En 1910, la Real Policía Montada del Noroeste (RNWMP), estableció un puesto de policía en la bahía Wager, cerca de las Islas Salvajes.
En 1915, George Cleveland crea un puesto comercial temporal lugar, cerca de la boca de la bahía Wager. En 1919, Cleveland, trabajando para la HBC, una vez más establece un puesto comercial en la boca de la bahía Wager. Situado en un lugar favorable en el extremo norte este puesto se convirtió muy importante para la empresa.

### Compañía de la Bahía de Hudson en la estación del lago Ford

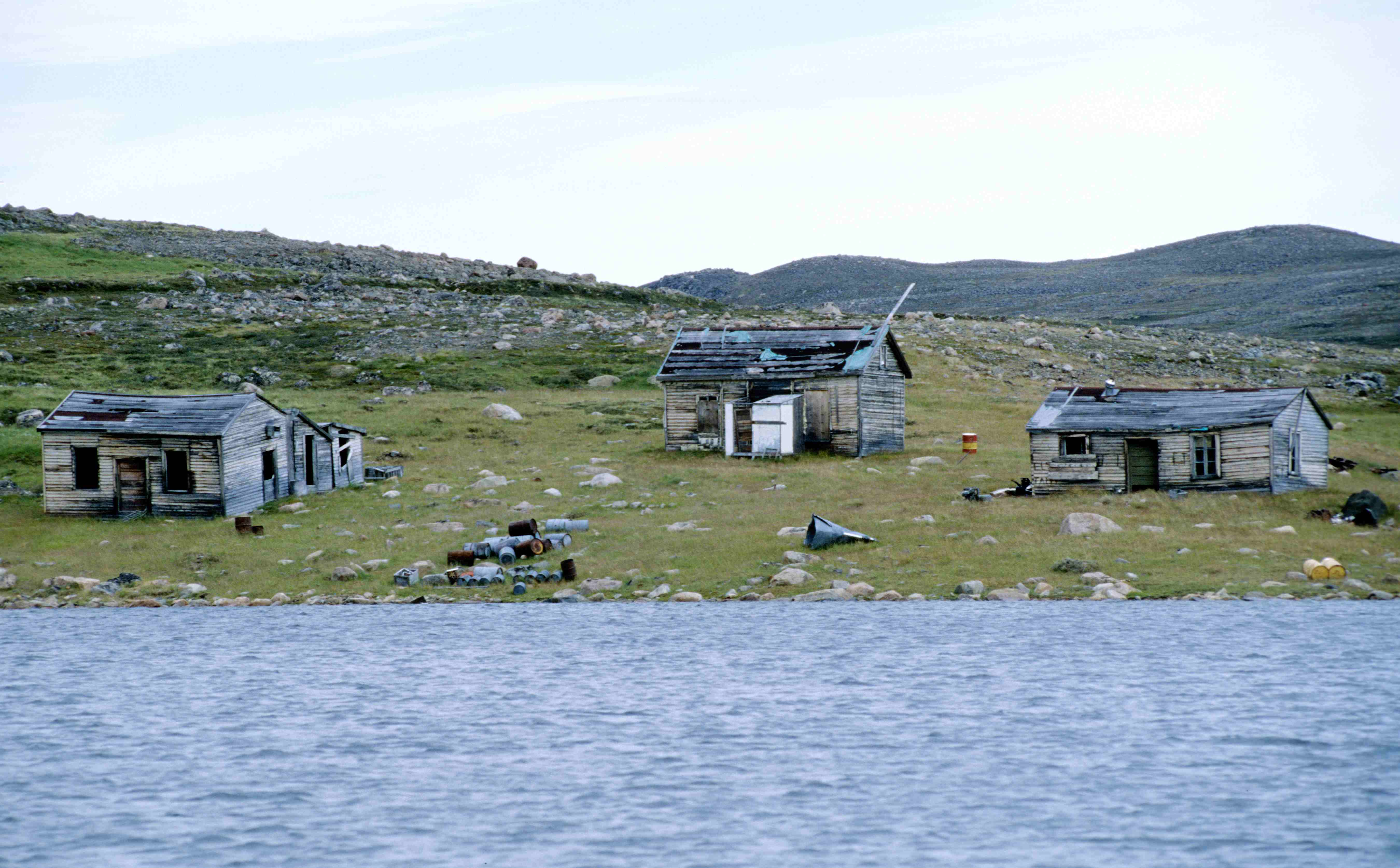
Compañía abandonada de la Bahía de Hudson.

Junto a estas actividades locales, la Compañía de la Bahía Hudson (HBC), en los primeros años del siglo XX, hizo un gran esfuerzo para obtener el comercio de pieles bajo control. Que comenzaron a construir una amplia y densa red de puestos de la en el noroeste de la bahía Hudson a la costa norte del continente. Según los planes, un puesto en el extremo exterior de la bahía Wager debe desempeñar un papel clave.
Durante los primeros años, las cosas iban bastante bien. Además de ofrecer el suministro de bienes de costumbre, el puesto de apoyo a los inuit, en general, y dio la medida de lo posible, la asistencia médica. Por lo tanto, se convirtió en un punto de encuentro. En diciembre de 1929, veintidós familias inuit fueron contadas, 107 personas en total.
Misioneros católicos, Misioneros Oblatos de María Inmaculada, que pasaron por esos años en la creación de una pequeña misión en una de las islas Salvajes, pero nunca tuvieron gran éxito y se retiraron, cuando las actividades de la Compañía de la Bahía de Hudson, terminaron a mediados de 1940.

### Presencia

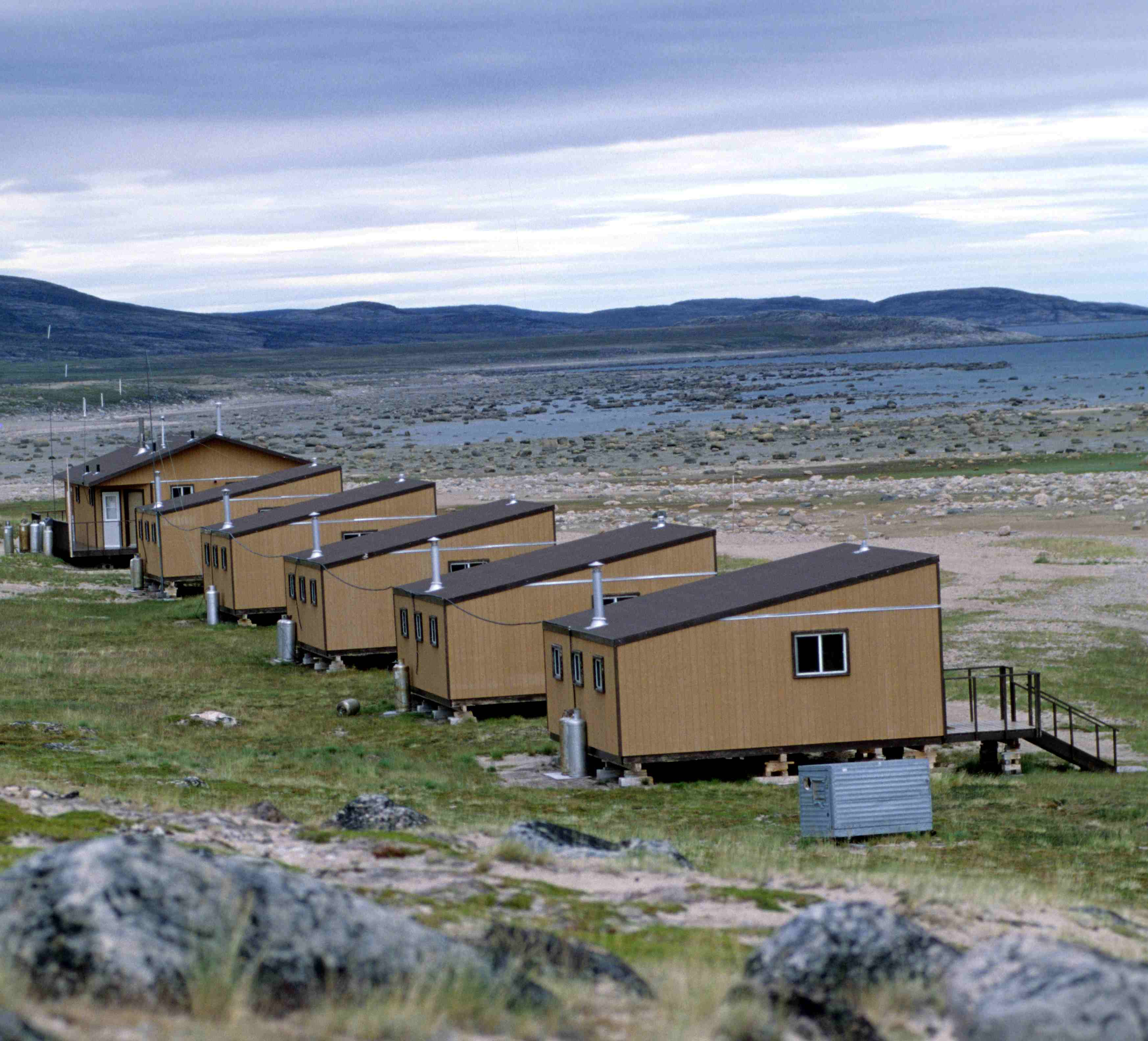
Sila Lodge, en bahía Wager.

Unos 30 años más tarde, entre 1979 y 1981, los inuit de Rankin Inlet trataron de reactivar su ex patria, pero no tuvieron éxito.
En el otoño de 1986 y la primavera de 1987, descendientes de los inuit de Sila Lodge en la bahía Wager. El lodge fue abierto sólo para unas pocas semanas durante el verano, para permitir que los entusiastas de la naturaleza a permanecer en la zona, que en realidad es virgen para el resto del año. Debido a los altos costos de los vuelos, los propietarios no pueden mantener el albergue después de 2002.

## Paisaje

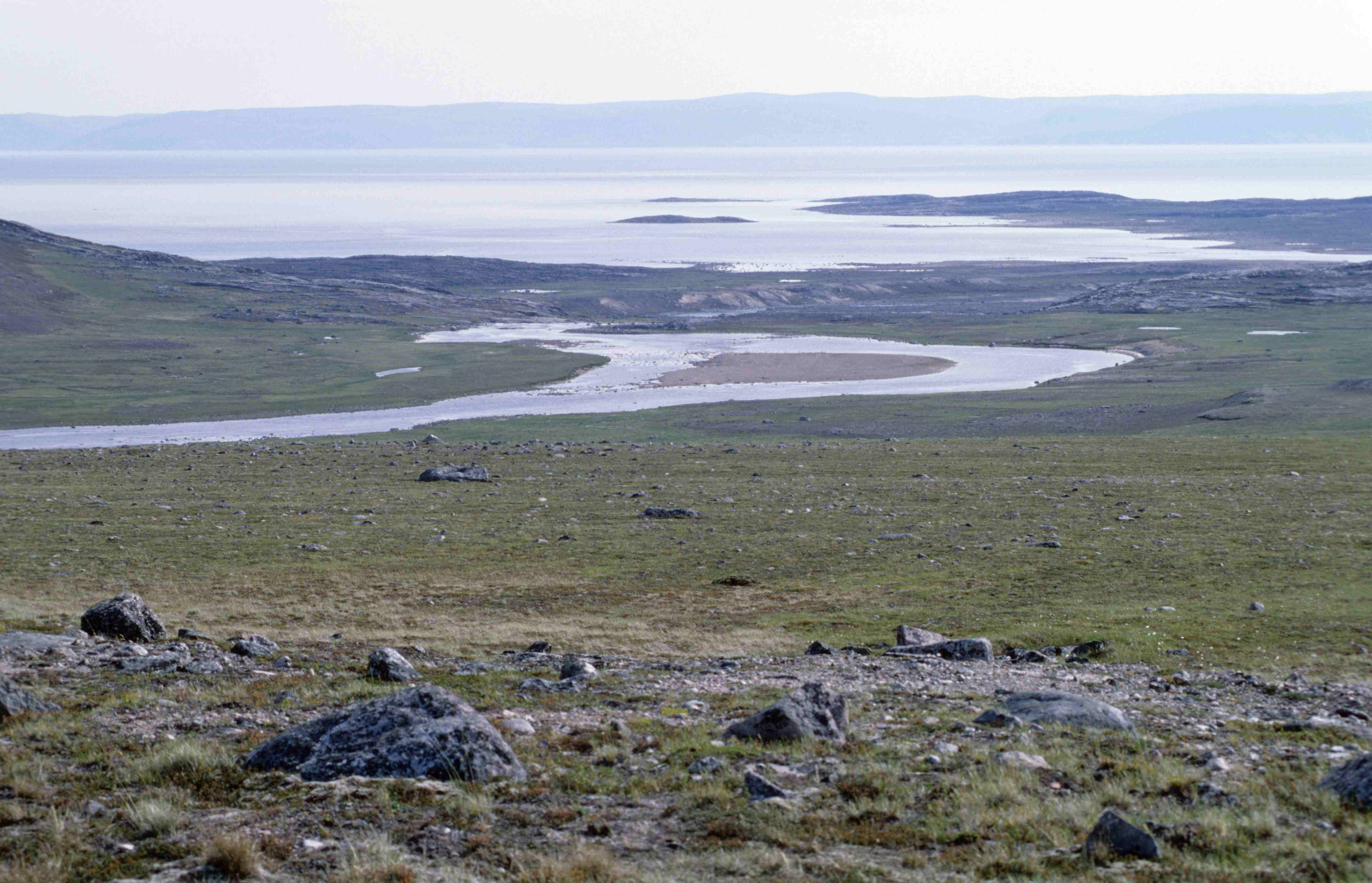
Río Sila y bahía Wager.

La bahía Wager es el núcleo del parque nacional. Su entrada es un estrecho cuello de botella, es más de 30 km de largo y unos 4 kilómetros de ancho en su punto más angosto. Las mareas suben y bajan hasta 8 metros y las corrientes son extraordinarios y causan la acumulación de grandes masas de hielo durante la mayor parte del año, a menudo impiden el paso de embarcaciones.
En algunos lugares, la bahía Wager tiene más de 250 m de profundidad. El fiordo es de hasta 35 km de ancho y casi 200 km de largo, que se extiende en el noroeste de Kivalliq-Barrenlands. Alcanza los 66° de latitud, por lo tanto, unos 40 km desde el círculo polar ártico.
El suelo de la zona es característica del Escudo Canadiense.

## Clima
El clima es marítimo-ártico; relativamente escasas precipitaciones, bajas temperaturas y fuertes vientos. Debido a esto, el parque nacional es considerado como de "alto ártico".
La bahía no está completamente libre de hielo antes de finales de julio, aunque las temperaturas pueden variar desde muy caliente a frío entre mayo y septiembre.

## Flora

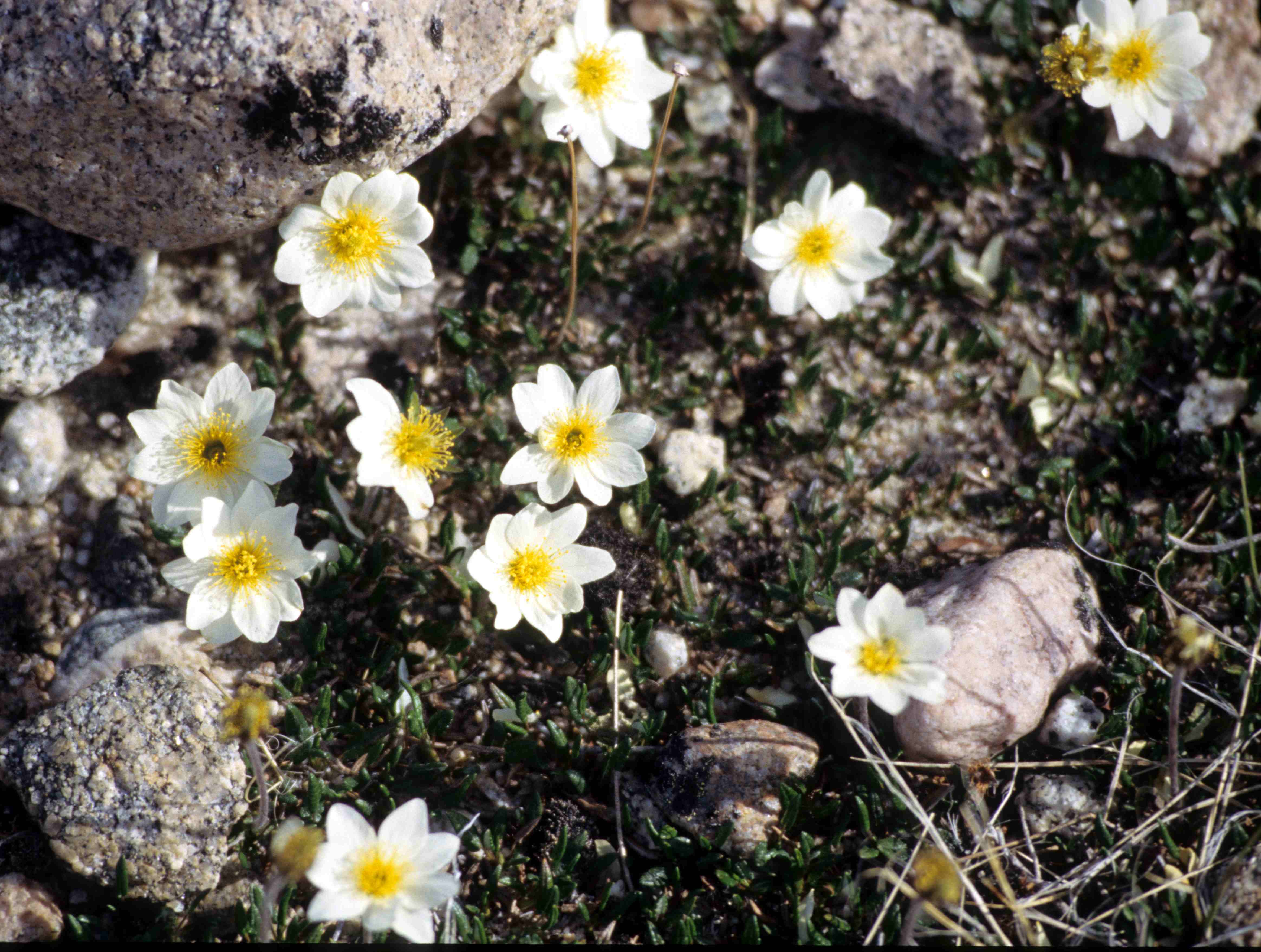
Flores de la montaña Avens.

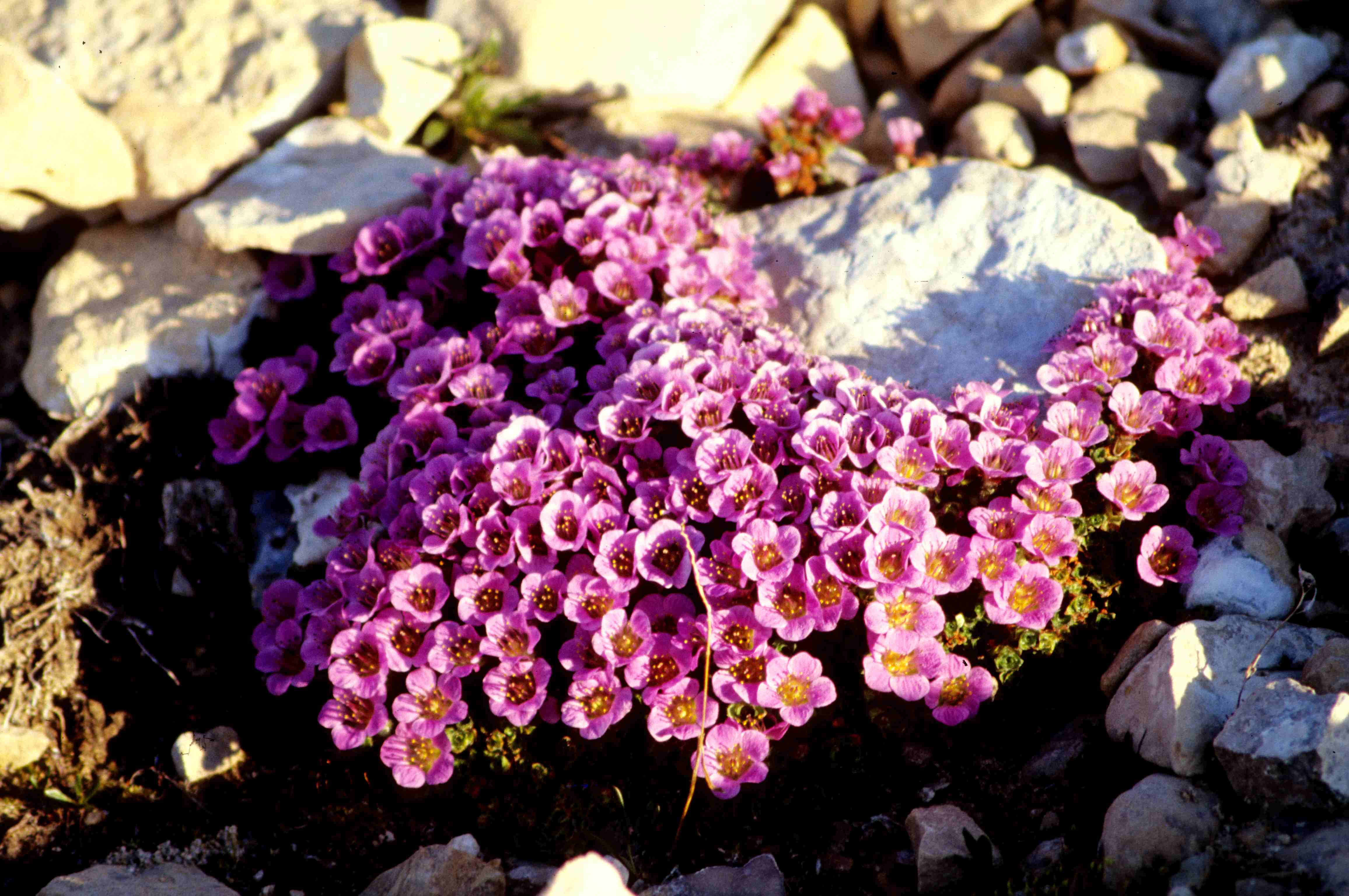
Saxifraga.

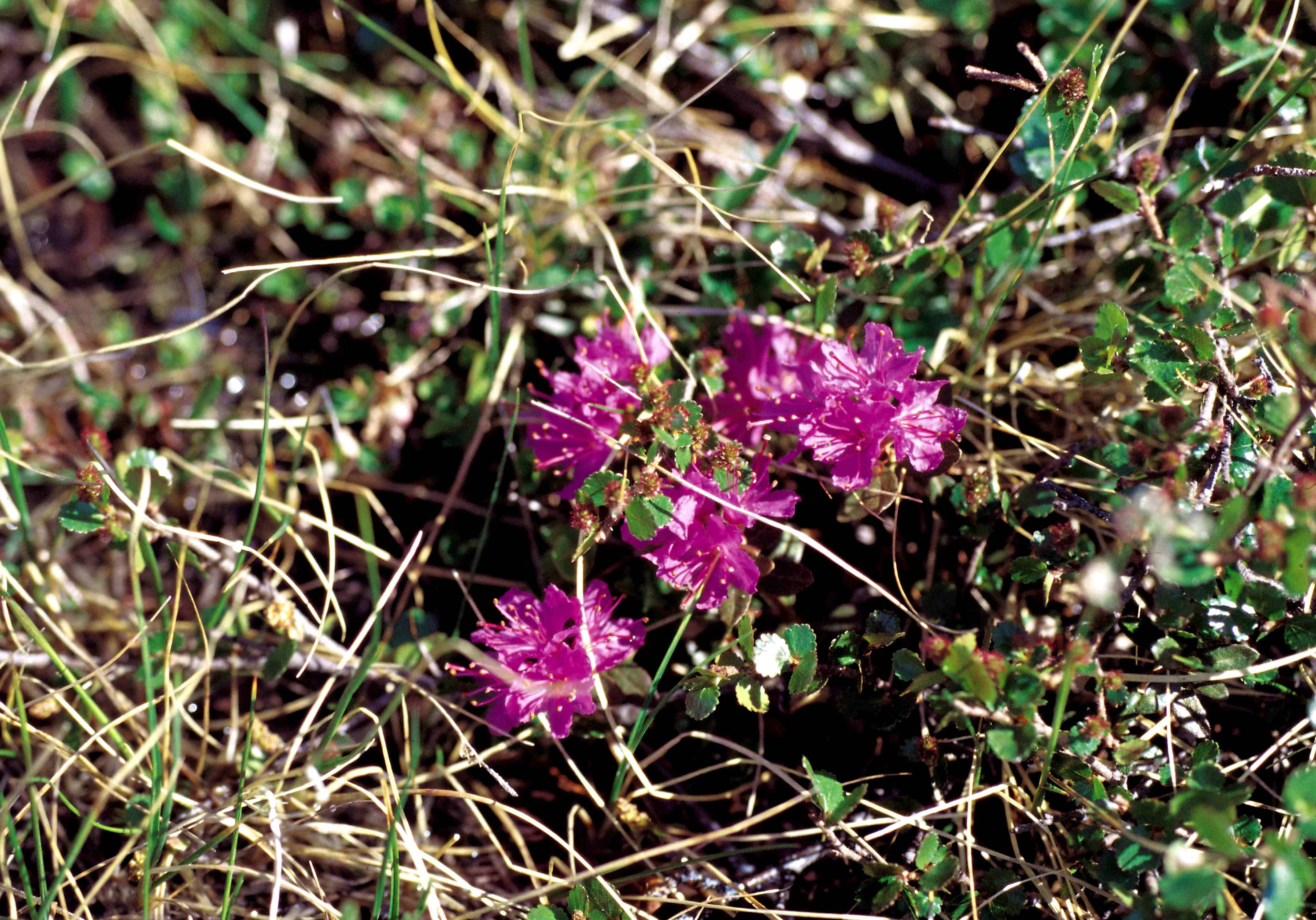
Rosas de Laponia.

Por un lado, el parque nacional es un área típica de la tundra rocosa, por otra parte, debajo de las algas, crece una flora de 25 familias de plantas con flores. Que están estrechamente relacionados con la flora alpina. las especies que se encuentran son:
- Betulaceae - Betula nana, Betula glandulosa
- Lentibulariaceae - Pinguicula vulgaris
- Campanulaceae  – Campanula uniflora
- Boraginaceae  - Mertensia maritima
- Polygonaceae  – Polygonum viviparum, Oxyria digyna
- Ranunculaceae - Ranunculus pedatifidus, Ranunculus pygmaeus
- Lycopodiaceae  - Huperzia selago
- Asteraceae  - Arnica alpina, Dendranthema arcticum, Taraxacum lacerum, Senecio congestus, Antennaria ssp., Matricaria ambigua, Artemisia borealis
- Diapensiaceae – Diapensia lapponica
- Polypodiaceae - Dryopteris fragrans
- Scrophulariaceae  - Pedicularis arctica, Pedicularis hirsuta, Pedicularis labradorica, Pedicularis lapponica, Pedicularis sudetica
- Poaceae  - Festuca brachyphylla, Poa alpina, Calamagrostis lapponica, Leymus arenarius, Trisetum spicatum, Hordeum jubatum

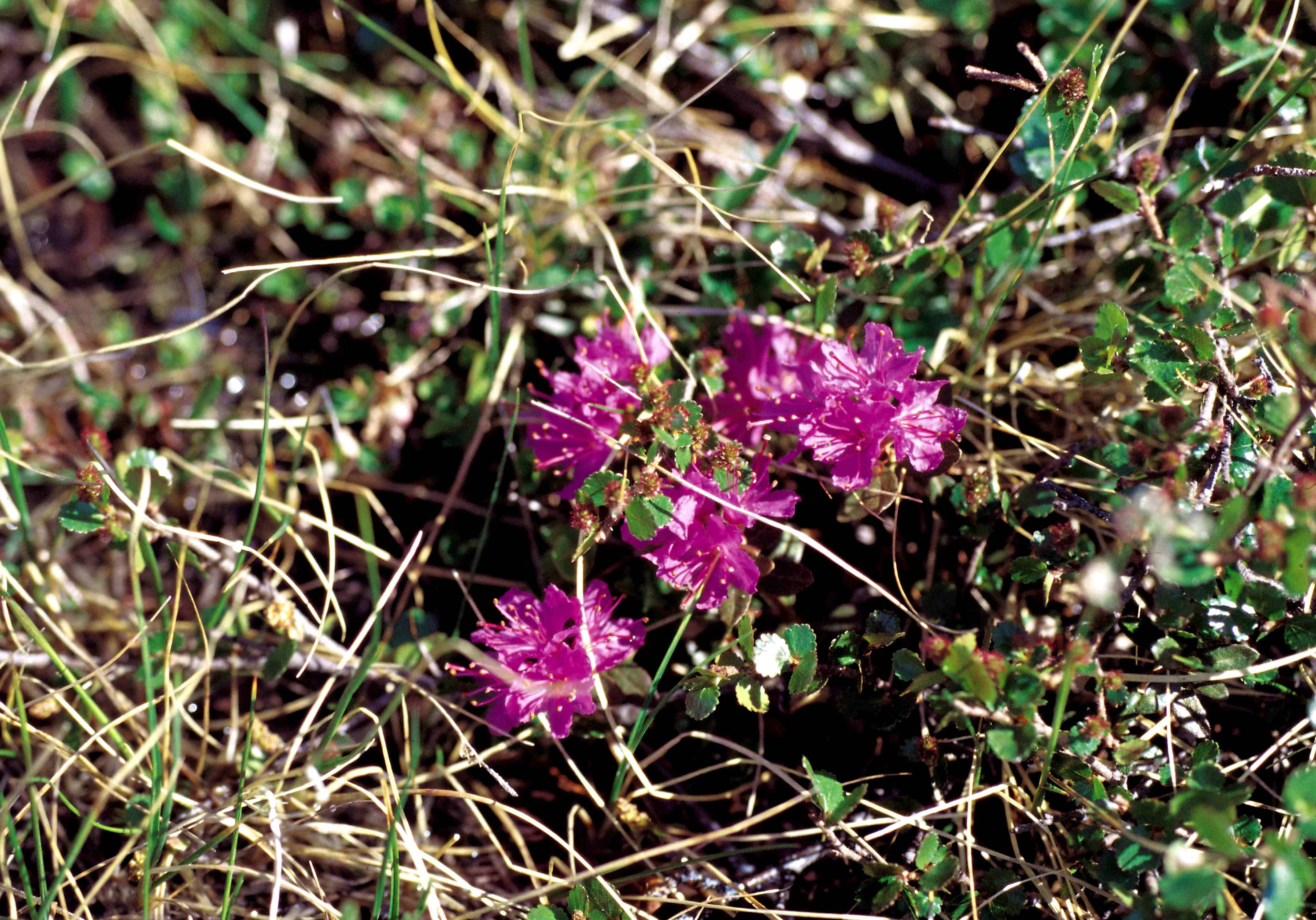
Lapland Rose-Bay,Ukkusiksalik National Park, July 1999

- Ericaceae - Cassiope tetragonal, Arctostaphylos alpina, Vaccinium uliginosum, Rhododendron subarcticum, Andromeda polifolia, Empetrum nigrum, Rhododendron lapponicum,  Pyrola grandiflora, Vaccinium vitis-idaea
- Equisetaceae  - Equisetum arvense
- Plumbaginaceae  - Armeria maritime
- Liliaceae  - Tofieldia pusilla)
- Brassicaceae  - Lesquerella arctica
- Fabaceae  - Astragalus alpinus, Oxytropis arctica, Oxytropis arctobia, Hedysarum alpinum, Hedysarum mackenziei, Oxytropis maydelliana
- Caryophyllaceae - Melandrium affine, Sagina nodosa, Silene acaulis, Cerastium alpinum, Melandrium apetalum, Honckenya peploides, Stellaria longipes
- Papaveraceae  - Papaver radicatum)
- Rosaceae - Potentilla o Potentilla anserina o Argentina anserina), Rubus chamaemorus, Dryas octopetala, Potentilla nivea
- Saxifragaceae  - Saxifraga cernua), Chrysosplenium), Parnassia, Saxifraga tricuspidata, Saxifraga oppositifolia
- Cyperaceae  - Eriophorum scheuchzeri), Eriophorum vaginatum), Carex ssp.
- Plantaginaceae  - Hippuris vulgaris
- Salicaceae  - Salix arctica, Salix planifolia, Salix herbacea, Salix reticulata, Salix arctophila)
- Onagraceae  - Epilobium angustifolium
- Pyrolaceae -

## Fauna

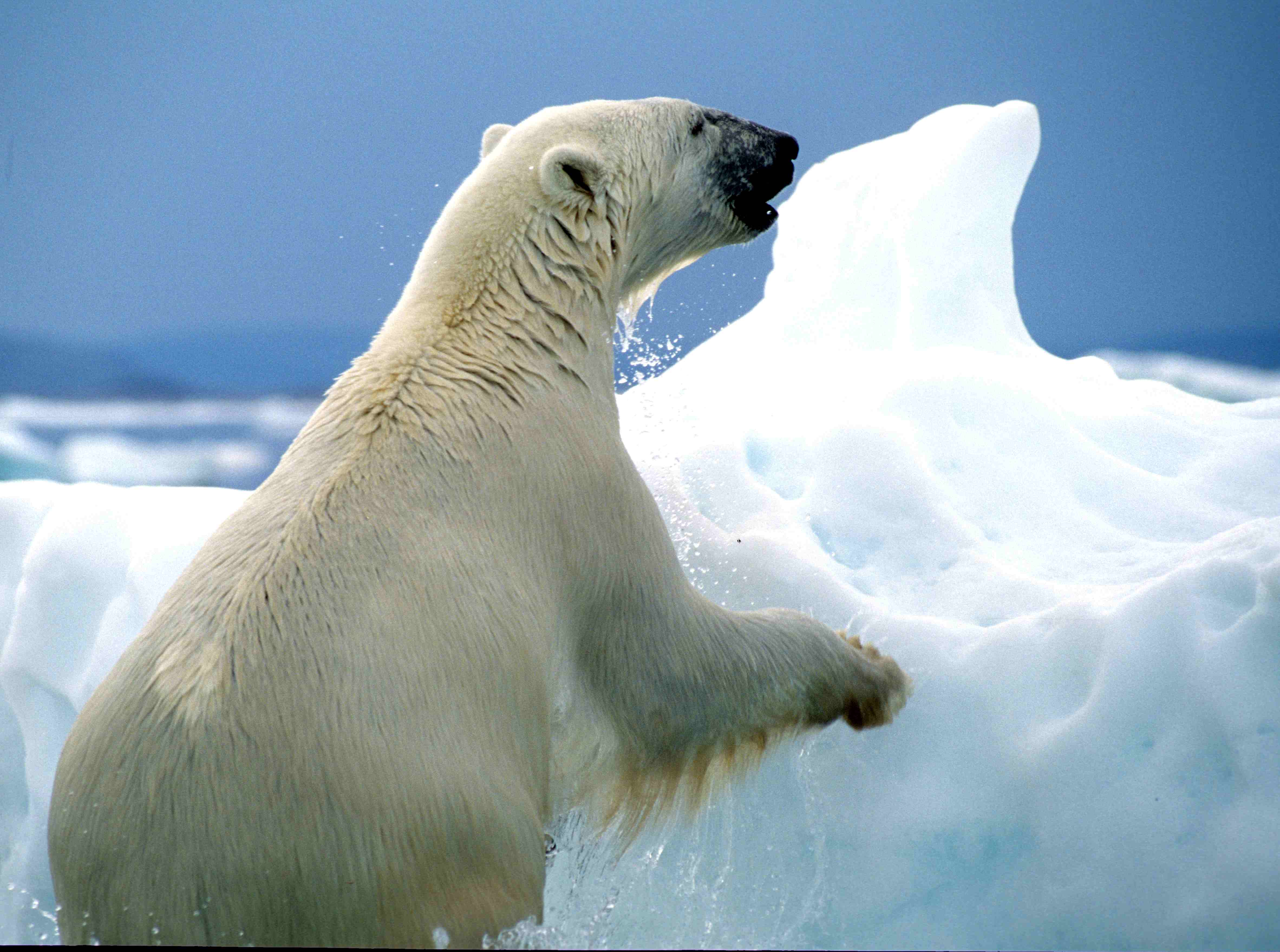
Oso polar macho.

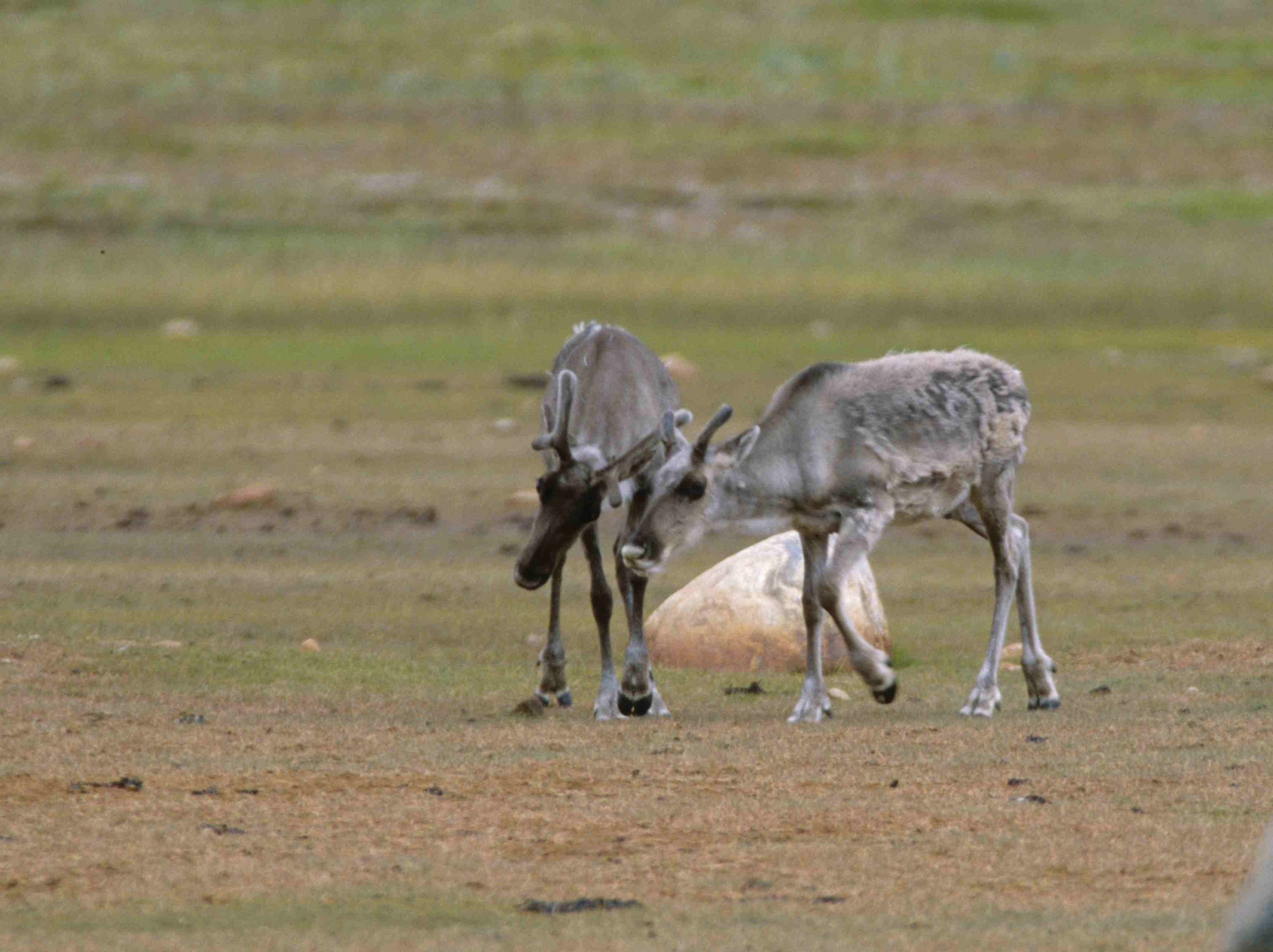
Dos jóvenes Caribú.

Según la investigación zoológica real, viven dieciséis especies de mamíferos en el parque. Varias especies de mamíferos marinos se pueden ver en el parque de la zona: focas anilladas y focas barbudas viven aquí en gran número, y de vez en cuando unas morsas.
Sólo cuatro especies de peces han sido reportados hasta ahora: trucha alpina, trucha de lago, ciclóptero y ninespine espinoso, Observadores de aves son capaces de observar hasta 40 especies.

## Turismo

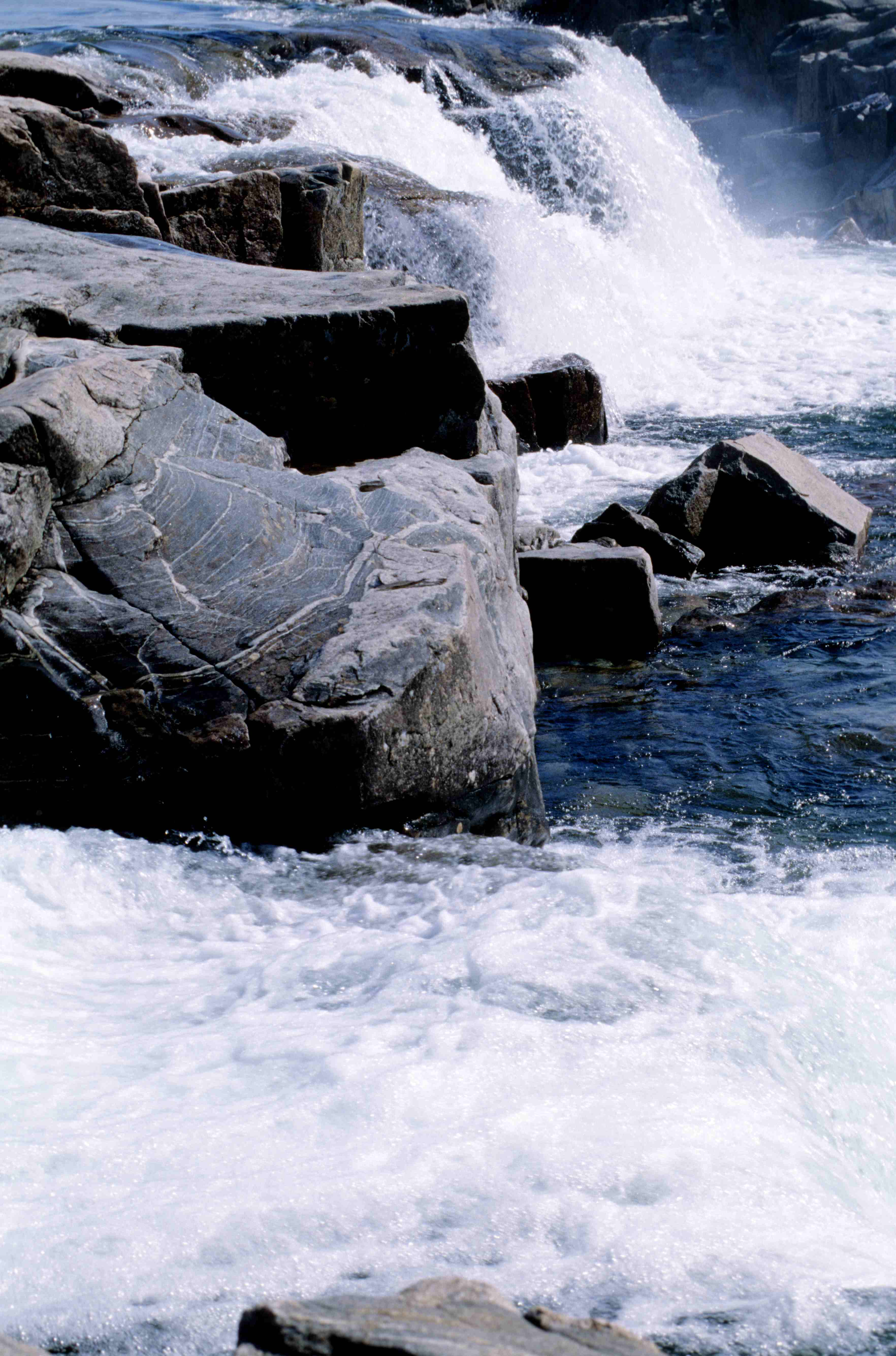
4.ª catarata del río Sila.

Por lo general, el parque se puede visitar sólo durante unas pocas semanas de verano, desde principios de julio hasta principios de agosto. Antes de eso, la bahía Wager tiene mucho hielo para ser visitadas en barco, y en el otoño los inuit dicen: «Durante el verano, pueden ver los osos polares. Después, ¡ellos le buscaran!»
El lugar casi sólo puede ser alcanzado por un avión contratado, por lo general salen del lago Baker, a unos 350 km de distancia, donde llegan los vuelos regulares de Rankin Inlet. La información puede ser obtenida en Rankin Inlet. También se podría por lancha desde la pequeña localidad de Repulse Bay.
Hasta 2002, Sila Lodge fue el campamento base de todas las actividades, una pista de aterrizaje para aviones de arbustos como el Twin Otter se encuentra cerca del albergue.
Se puede llegar a pie a los siguientes lugares:
- Cataratas del río Sila (cuatro en total)
- Lago Mariposa
- Los Pisos de Tinittuktuq
- Caminata Fisherman
- Cueva Buque
- Cordillera de los Andes